# كوهي ياماشيتا
كوهي ياماشيتا (باليابانية: 山下航平) هو منافس ألعاب قوى ياباني، ولد في 6 سبتمبر 1994 في فوكوشيما في اليابان.

## وصلات خارجية
- كوهي ياماشيتا على موقع الاتحاد الدولي لألعاب القوى (الإنجليزية)
- كوهي ياماشيتا على موقع الرابطة اليابانية لاتحادات ألعاب القوى (اليابانية)
- كوهي ياماشيتا على موقع اللجنة الأولمبية الدولية (الإنجليزية)
- كوهي ياماشيتا على موقع أوليمبيديا (الإنجليزية)